# László Ákos (grafikus)
László Ákos (Budapest, 1940. március 6. –) magyar grafikusművész.

## Élete
A második bécsi döntés családjával együtt a ma ismét Romániához tartozó területekre (Partium, Erdély) sodorta. Gyermekéveit Nagyváradon töltötte. 1965-ben a kolozsvári képzőművészeti főiskola képgrafikusi szakán végzett. 1982-ben települt át Magyarországra, jelenleg Debrecenben él. Egyik lánya, László Noémi Dóra, egy debreceni gimnáziumban művészettörténetet és rajzot tanít.

## Munkássága
1965-ben a kolozsvári Képzőművészeti Főiskola képgrafikusi szakán végzett, mesterei Kádár Tibor és Feszt László voltak.
Tagja a Magyar Alkotóművészek Országos Egyesületének, a Magyar Képzőművészek és Iparművészek Szövetségének, a MGSZ, a DAB Szellemi Szabadlegények Társaságának tagja, a Grafikusművészek Ajtósi Dürer Egyesületének alapító tagja. Számos hazai és nemzetközi művésztelep – például a vilniusi, kazimierzi, saint-micheli hortobágyi, a hajdúböszörményi, a hajdúszoboszlói, a szolnoki, a berekfürdői, a kézdivásárhelyi, a munkácsi és a szabadkai – tagja, a francia Bessans város és a svájci St. Gallen művészeti ösztöndíjasa.
Tanulmányúton járt a Szovjetunióban, Litvániában, Franciaországban. 1963-tól vesz részt csoportos és egyéni, hazai és nemzetközi kiállításokon. 1998-tól rendszeresen jelen van a Debreceni Nyári Tárlatokon. Gazdag azok névsora, akik inspirálták: Arany János, Ady Endre, József Attila, Márai Sándor, Áprily Lajos, Köteles Pál. A „másik hazából”: Bessenyei György és Kármán József.

## Művei, kiállításai

### Egyéni kiállítások
- 1969 – Nagyvárad
- 1970 – Kolozsvár
- 1975 – Sepsiszentgyörgy
- 1983, 1985, 1987, 1989, 1990, 1992, 1993 – Debrecen
- 1985, 1990, 1992 – Hajdúböszörmény
- 1991 – Hajdúszoboszló
- 1992 – Nagyvárad.

### Válogatott csoportos kiállítások
- 1971 – Bukarest
- 1972, 1976 – Debrecen
- 1983-91 – Üzemi Tárlatok
- 1984, 1991, 1993, 1996, 1997, 1998 – Debreceni Nyári Tárlatok
- 1982 óta rendszeres részvevője az őszi és tavaszi tárlatoknak.

### Művek közgyűjteményekben
- Déri Múzeum, Debrecen
- Kolozsvár
- Nagyváradi Múzeum
- Sepsiszentgyörgy

## Díjak, kitüntetések
1970 Béke pályázat II. díj (Nagyvárad); Csokonai-díj (2002); Holló László-díjas, Káplár Miklós-emlékérmes alkotó, nagyváradi grafikai pályázat díjazottja, két alkalommal Debrecen város művészeti, háromszor a Debrecen Kultúrájáért Alapítvány alkotói ösztöndíját nyerte el, nívódíjasa a debreceni országos nyári és tavaszi, a megyei őszi tárlatoknak. Pro Urbe-díj (2015)